# Trangé
Trangé – miejscowość i gmina we Francji, w regionie Kraj Loary, w departamencie Sarthe.
Według danych na rok 1990 gminę zamieszkiwało 925 osób, a gęstość zaludnienia wynosiła 83 osoby/km² (wśród 1504 gmin Kraju Loary Trangé plasuje się na 609. miejscu pod względem liczby ludności, natomiast pod względem powierzchni na miejscu 962.).